# Университет Монпелье
Университет Монпелье — один из старейших университетов Франции, находится в одноимённом городе. Является членом группы Коимбра.
На сегодня структурно состоит из трёх независимых университетов:
- Университет Монпелье I[фр.] (фр. Université Montpellier I) — главные направления: право, экономика, администрирование, экология, медицина, фармация;
- Университет Монпелье II[фр.] (фр. Université Montpellier II) — главное направление: естественные науки[3];
- Университет Монпелье III[фр.], также Университет Поля Валери (фр. Université Montpellier III, Université Paul-Valéry) — состоит из 6 научно-образовательных факультетов: искусств, словесности и философии; англо-американистики, германистики, славистики и востоковедения; гуманитарных наук и наук об окружающей среде; экономических, математических и общественных наук; наук о человеке и обществе; романских и средиземноморских языков[4][5]. Кампус расположен рядом с Университетом Монпелье II.

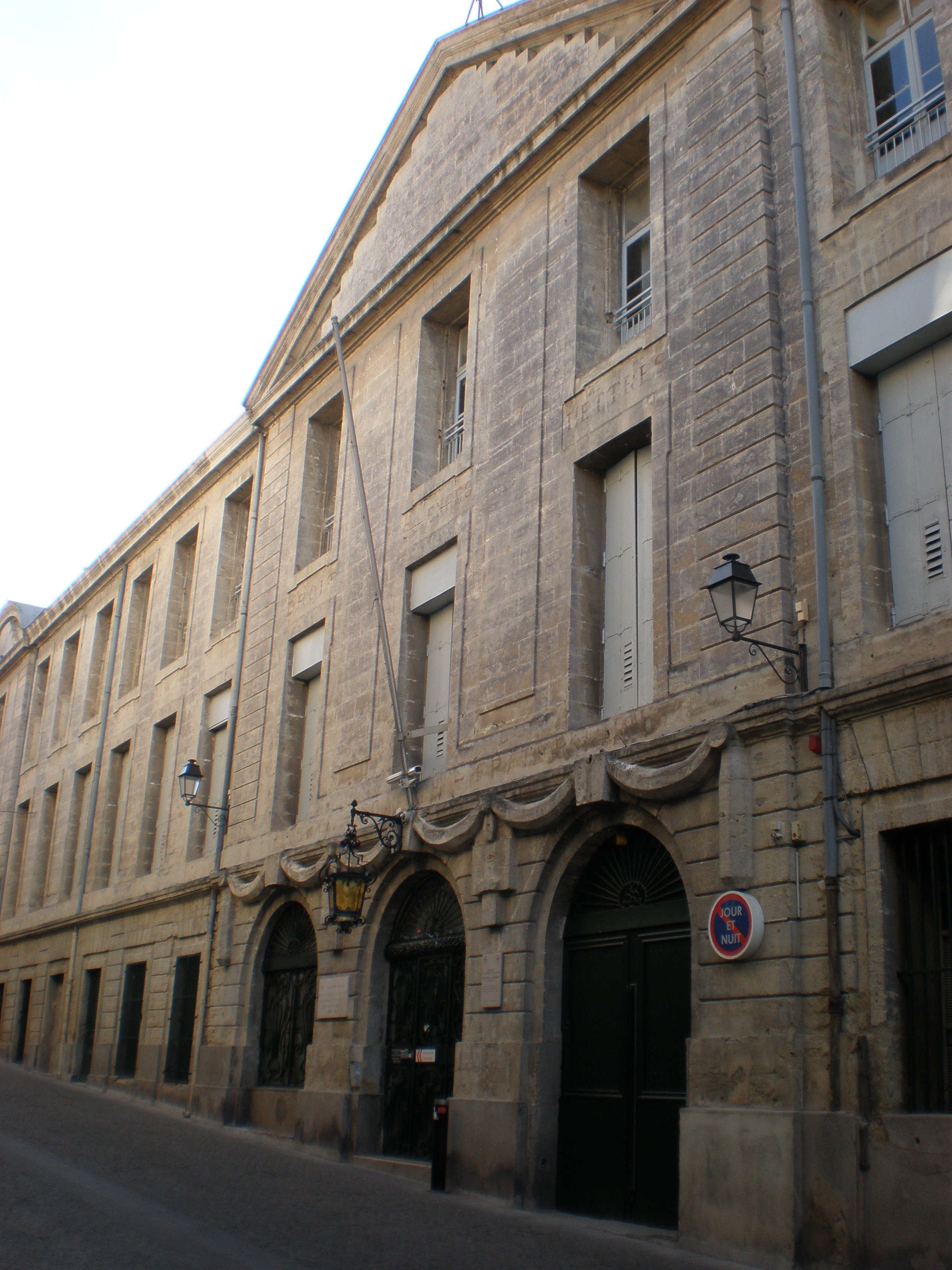
Здание ректората

Имеются представительства и филиалы в других городах департаментов Эро и Гар.

## История

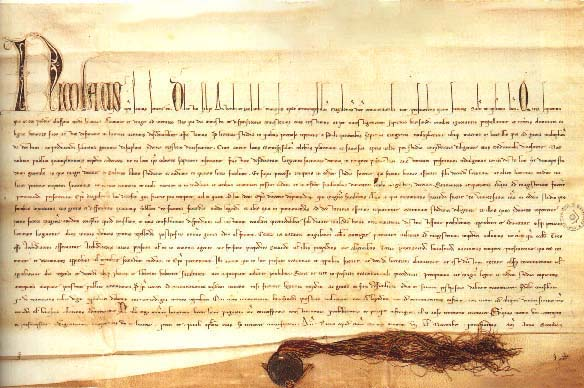
Булла Quia Sapientia 1289 года папы Николая IV

В 1180 году Гийом VIII, который был правителем Монпелье, разрешил практиковать и преподавать в городе медицину. В 1220 году кардинал Конрад, легат папы Гонория III, основал в Монпелье первый во Франции медицинский факультет. В 1242 году епископ Магелона подтвердил устав новосозданной Школы свободных искусств (école des arts libéreaux). Около 1260 года в Монпелье начали организовываться юристы.
Наконец в 1289 году папа римский Николай IV буллой «Quia Sapientia» провозгласил основание университета в Монпелье. Здесь можно было изучать медицину, право, теологию и философию.
Вскоре университет развился до высокой школы с незаурядным интеллектуальным уровнем. В 1531 году на медицинский факультет университета записался гуманист и писатель Франсуа Рабле.

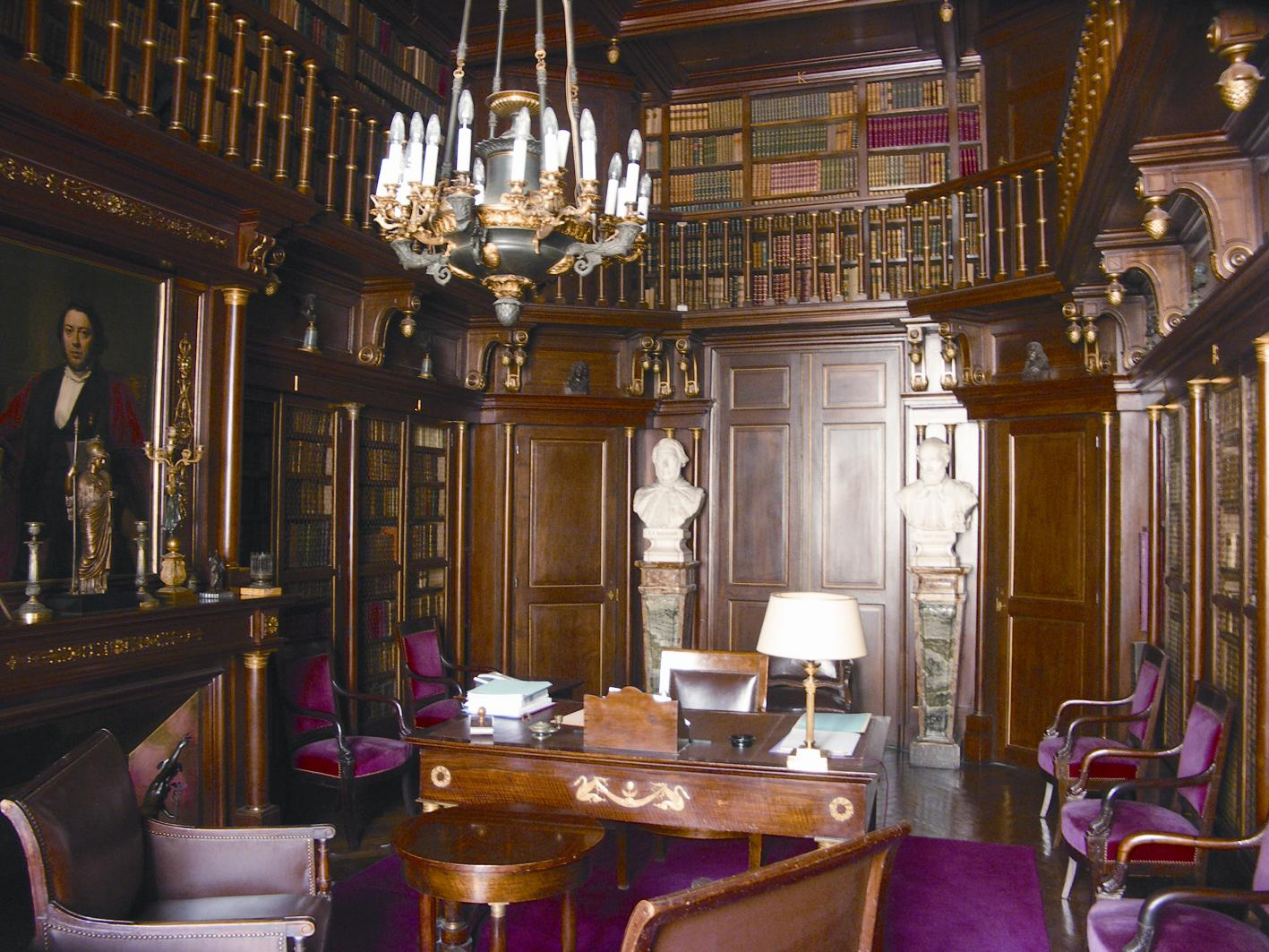
Кабинет декана медицинского факультета

Гугенотские войны положили конец процветанию университета. Теологический факультет был закрыт, в целом, в это время, деятельность университета сосредоточилась преимущественно на медицине. Университет был достойной конкуренцией Сорбонне: большинство личных врачей французского короля закончили именно университет Монпелье.
Во времена Французской революции университет был ликвидирован. Однако многие преподаватели продолжили преподавать подпольно. И потребность в врачах заставила уже в 1794 году открыть три «Школы здоровья» (фр. Écoles de Santé): в Париже, Страсбурге и Монпелье.
В 1808 году состоялось новое основание университета, к которому приобщили медицинский факультет. В 1816 году был основан факультет литературы. В 1838 году — факультет естественных наук, впоследствии — школу фармации. Юридический факультет появился лишь в 1878 году.
Сегодня университет Монпелье наряду с Парижским, Тулузским и университетом Экс-ан-Прованса является одним из крупнейших во Франции. На трех факультетах современных университетов учится более 60 000 человек. Таким образом, каждый четвертый житель Монпелье — студент.